# Dennistoun-Gletscher
Der Dennistoun-Gletscher ist ein 80 km langer Gletscher im ostantarktischen Viktorialand. In den Admiralitätsbergen entwässert er die Nordhänge des Mount Black Prince und des Mount Royalist. Von dort fließt er in nordwestlicher Richtung zwischen der Lyttelton Range und der Dunedin Range, umfließt letztere in östlicher Richtung und mündet an der Pennell-Küste südlich des Kap Scott in die Somow-See.
Den küstennahen Ausläufer des Gletschers kartierte zwischen 1911 und 1912 die von Victor Campbell (1875–1956) angeführte Nordgruppe der Terra-Nova-Expedition (1910–1913) unter der Leitung des britischen Polarforschers Robert Falcon Scott. Namensgeber ist der neuseeländische Bergsteiger James Robert Dennistoun (1883–1916), ein Teilnehmer an dieser Expedition, der an Bord des Schiffs Terra Nova für die Versorgung der mitgeführten Maultiere verantwortlich war. Die gesamte Ausdehnung des Gletschers kartierte der United States Geological Survey anhand eigener Vermessungen und Luftaufnahmen der United States Navy aus den Jahren von 1960 bis 1963. Dabei wurde ihm irrtümlich die Identität als Fowlie-Gletscher zugewiesen, der in Wirklichkeit ein Nebengletscher des Dennistoun-Gletschers ist.